# Intrusión estratificada

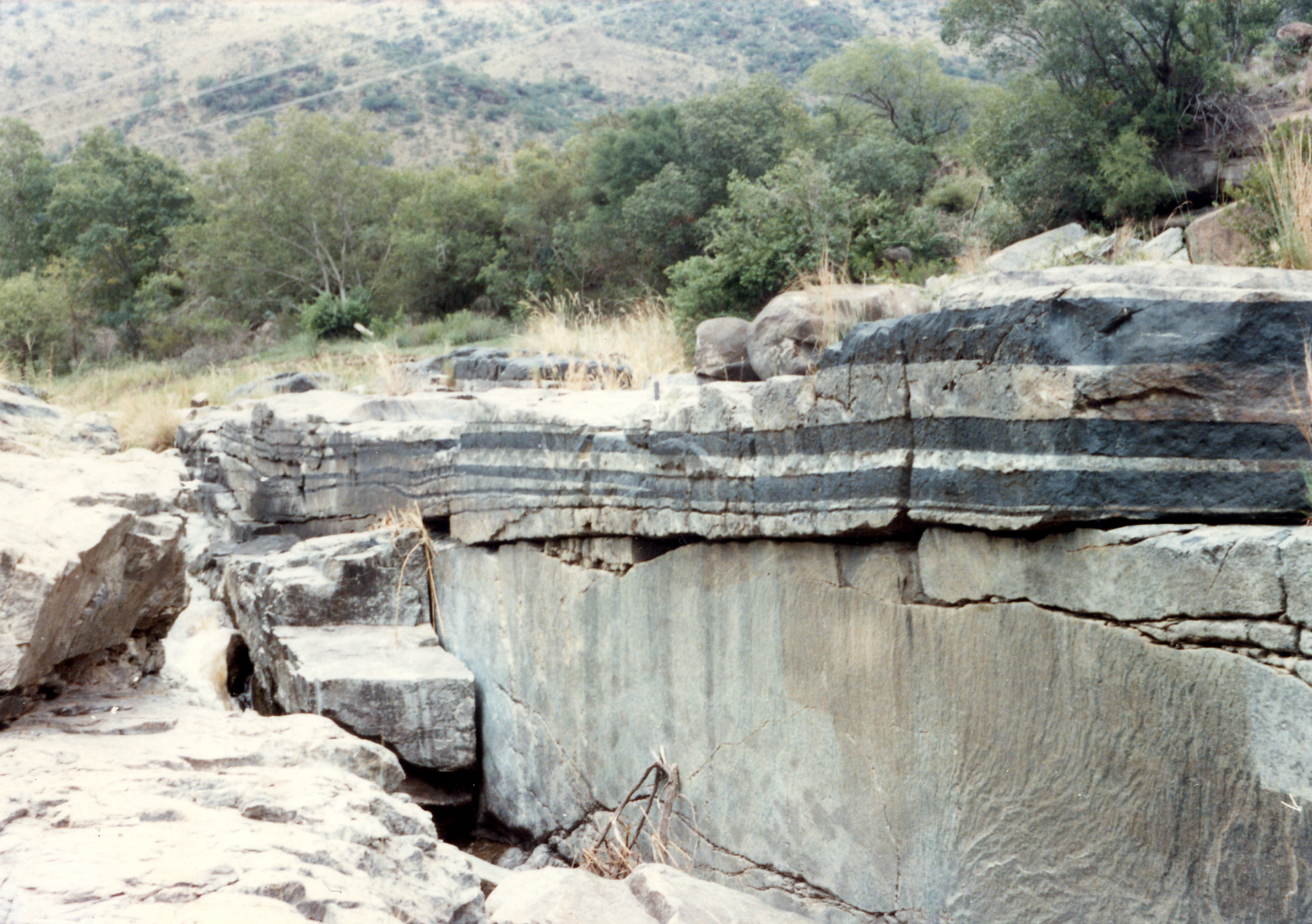
Intrusión estratificada con cromitita y anortosita en la Zona Crítica UG1 del Complejo ígneo de Bushveld en el yacimiento del río Mononono, Sudáfrica.

Una Intrusión estratificada es una intrusión ígnea caracterizada por estar estratificada. Las intrusiones estratificadas datadas del Paleoproterozoico temprano son las más comunes aunque también hay de otras épocas del Precámbrico y del Fanerozoico. El Complejo ígneo de Bushveld en Sudáfrica y la Intrusión de Skaergaard en Groenlandia son ejemplos de intrusiones estratificadas. Se ha postulado que ciertas intrusiones estratificadas provienen de magma originado de plumas del manto ya que están asociados a basaltos de inundación y a enjambres de diques.